# 愛・魔性/ハデにやっちゃいな!/愛すべきべきHuman Life
『愛・魔性/ハデにやっちゃいな!/愛すべきべき Human Life』（あい・ましょう / ハデにやっちゃいな! / あいすべきべき ヒューマン・ライフ）は、2022年5月11日にアップフロントワークス（hachamaレーベル）から発売、および配信されたアンジュルムの13枚目のシングル。

## 概要
- アンジュルムとしては2作連続8枚目のトリプルA面シングル。
- 10期メンバーである平山遊季初参加シングル。
- 初回生産限定盤A・B・C・スペシャル（以下SP）1・SP2、通常盤A・B・Cの8形態での発売。初回生産限定盤A・B・C・SP1はCD+Blu-ray Disc、通常盤はCDのみの商品構成。初回生産限定盤SP2には「愛・魔性」フリーアングルぐるっと動画ダウンロードカード10種より1種ランダム封入が封入されている。通常盤の初回仕様のみ、トレカサイズ生写真ソロ10種+キラ仕様集合1種よりランダムにて1枚封入（通常盤Aは「愛・魔性」Ver.、通常盤Bは「ハデにやっちゃいな!」Ver.、通常盤Cは「愛すべきべき Human Life」Ver.）。
- 初回生産限定盤SP1に収録されている「SHAKA SHAKA #2 LOVE カラフルライフ編」は2021年9月1日に配信限定リリースされた同グループの楽曲であり、同盤がCD初収録である。

## チャート成績
- 初週5.7万枚を売り上げ、5/23付オリコン週間シングルランキングで初登場1位を獲得[1]。同グループの1位獲得は、27枚目のシングル『私を創るのは私/全然起き上がれないSUNDAY』以来2年6ヶ月ぶりである[1]。

## 収録曲

### 初回生産限定盤A・B・C・SP2・通常盤A・B・C
1. 愛・魔性 [3:58]
  - 作詞：井筒日美、作曲：エリック・フクサキ、編曲：大久保薫
  - 岩手めんこいテレビ『BEATNIKS』5月度オープニングテーマ[6]
  - FM大阪E-TRACKS[7]
  - TBSテレビ（関東ローカル）『ふるさとの未来』5月度エンディングテーマ
2. ハデにやっちゃいな! [3:41]
  - 作詞・作曲：山崎あおい、編曲：田中直
  - STVラジオ「今月の推薦曲」[7]
3. 愛すべきべき Human Life [3:49]
  - 作詞・作曲：堂島孝平、編曲：鈴木俊介
  - RADIO BERRY「B-HOT!」5月パワープレイ[7]
  - ラジオ日本5月後半パワーチューン[7]
  - tbc東北放送 5月度「tbcイチオシパワープレイ」[7]
  - CRT栃木放送5月度マンスリーパワープレイ[7]
  - CRT栃木放送「Deli POPS」5月度マンスリーデリポップ[7]
  - 文化放送プラスチューン[7]
  - ABSラジオ「まちなかSESSIONエキマイク」内「ピックアップミュージック」[7]
  - YBS山梨放送「909 weekly tune」[7]
4. 愛・魔性（Instrumental）
5. ハデにやっちゃいな!（Instrumental）
6. 愛すべきべき Human Life（Instrumental）

### 初回生産限定盤SP1
1. 愛・魔性
2. ハデにやっちゃいな!
3. 愛すべきべき Human Life
4. SHAKA SHAKA #2 LOVE カラフルライフ編 【Additional Track】 [4:17]
  - 作詞：児玉雨子、作曲：星部ショウ、編曲：大久保薫
5. 愛・魔性（Instrumental）
6. ハデにやっちゃいな!（Instrumental）
7. 愛すべきべき Human Life（Instrumental）
8. SHAKA SHAKA #2 LOVE カラフルライフ編（Instrumental）

### 付属Blu-ray Disc
初回生産限定盤A付属Blu-ray Disc
1. 愛・魔性（Music Video）
2. 愛・魔性（Dance Shot Ver.）
3. 愛・魔性（メイキング映像）

初回生産限定盤B付属Blu-ray Disc
1. ハデにやっちゃいな!（Music Video）
2. ハデにやっちゃいな!（Dance Shot Ver.）
3. ハデにやっちゃいな!（メイキング映像）

初回生産限定盤C付属Blu-ray Disc
1. 愛すべきべき Human Life（Music Video）
2. 愛すべきべき Human Life（Dance Shot Ver.）
3. 愛すべきべき Human Life（メイキング映像）

初回生産限定盤SP1付属Blu-ray Disc
1. 愛・魔性（Close-up Ver.）
2. ハデにやっちゃいな!（Close-up Ver.）
3. 愛すべきべき Human Life（And you? Ver.）
4. SHAKA SHAKA #2 LOVE カラフルライフ編（Music Video）

## リリース日一覧
| 地域 | リリース日    | レーベル               | 規格                                | カタログ番号                       |
| ---- | ------------- | ---------------------- | ----------------------------------- | ---------------------------------- |
| 日本 | 2022年5月11日 | hachama/UP-FRONT WORKS | CDマキシシングル+Blu-ray Disc       | HKCN-50700〜1（初回生産限定盤A）   |
| 日本 | 2022年5月11日 | hachama/UP-FRONT WORKS | CDマキシシングル+Blu-ray Disc       | HKCN-50702〜3（初回生産限定盤B）   |
| 日本 | 2022年5月11日 | hachama/UP-FRONT WORKS | CDマキシシングル+Blu-ray Disc       | HKCN-50704〜5（初回生産限定盤C）   |
| 日本 | 2022年5月11日 | hachama/UP-FRONT WORKS | CDマキシシングル+Blu-ray Disc       | HKCN-50706〜7（初回生産限定盤SP1） |
| 日本 | 2022年5月11日 | hachama/UP-FRONT WORKS | CDマキシシングル+ダウンロードカード | HKCN-50708（初回生産限定盤SP2）    |
| 日本 | 2022年5月11日 | hachama/UP-FRONT WORKS | CDマキシシングル                    | HKCN-50709（通常盤A）              |
| 日本 | 2022年5月11日 | hachama/UP-FRONT WORKS | CDマキシシングル                    | HKCN-50710（通常盤B）              |
| 日本 | 2022年5月11日 | hachama/UP-FRONT WORKS | CDマキシシングル                    | HKCN-50711（通常盤C）              |
| 日本 | 2022年5月11日 | hachama/UP-FRONT WORKS | ダウンロードシングル                | HKCN-50709（LC-AAC）               |
| 日本 | 2022年5月11日 | hachama/UP-FRONT WORKS | ダウンロードシングル                | HKCN-50709-HR（FLAC・96kHz/24bit） |

## 参加メンバー
- 2期：竹内朱莉
- 3期：佐々木莉佳子
- 4期：上國料萌衣
- 5期：笠原桃奈[注 2]
- 6期：川村文乃
- 7期：伊勢鈴蘭
- 8期：橋迫鈴
- 9期：川名凜、為永幸音、松本わかな
- 10期：平山遊季